# النصل (نجم)
النصل نجم من القدر الثالث في كوكبة الرامي قدرة الظاهري m+2.98 مما يجعلها سابع ألمع نجم في كوكبة الرامي.موقع هذا النجم يشكل رأس سهم قوس قنطور في كوكبة الرامي .نجم النصل قريب بما فيه الكفاية إلى الأرض لدرجة مكنت العلماء من قياس بعدة باستخدام تقنية التزيح، مما أسفر عن مسافة تقدر بحوالي 96.9 سنة ضوئية (29.7 فرسخ فلكي) من الشمس.
ويشكل النصل جزءا من نجم مزدوج جنبا إلى جنب مع نجم خافت يسمى جاما الرامي وهو متغير قيفاوي قدرة 4.7 يقع على بعد حوالي 50 دقيقة قوسية شمال نجم النصل ويسمى W Sagittarii في تسمية النجوم المتغيرة .
نجم النصل نجم عملاق تصنيفة الطيفي ( K1 III) وقطرة أكبر من قطر الشمس بحوالي 12 مرة . وهذا يعني أنه توسع بعد أن إستنفد الهيدروجين في قلب النجم وتطور بعيدا عن النسق الأساسي.

## التسمية
γ² Sagittarii هي التسمية الاتينة لجاما الرامي Gamma² Sagittarii وهى تسمية باير لهذا النجم.ويحمل النجم الأسم التقليدي Alnasl, مشتق من العربية وهو الأسم الذي أقترحة فريق عمل الاتحاد الفلكي الدولي للأسماء النجوم لهذا النجم في 21 أغسطس 2016، وهو الآن مدرج في فهرس الاتحاد الفلكي لأسماء النجوم تحت هذا الاسم ويسمى أيضا Nash, Nushaba, Awal al Warida وهى تسميات مشتقة من العربية (، ناش، نشابة، أوال الوردة) والنصل عند العرب هو أول نجوم مجمة النعام الوارد .